# Ihre große Prüfung
Ihre große Prüfung ist ein deutsches Filmmelodram aus dem Jahr 1954 von Rudolf Jugert. Die Hauptrollen spielen Luise Ullrich und Hans Söhnker. In den Anfängen ihrer Karriere sind die damaligen Nachwuchsmimen und späteren Stars Karin Dor, Wolfgang Völz und Götz George zu sehen.

## Handlung
Die noch junge Bundesrepublik Deutschland, Mitte der 1950er Jahre. Eine Schulklasse, die Oberprima, gilt als besonders rebellisch und schwer zu bändigen. Nachdem der bisherige Klassenlehrer verstarb und gemunkelt wird, dass einer der aufsässigen Schüler Schuld daran tragen soll, wird die Aufgabe, in der Klasse für Ruhe und Ordnung zu sorgen, an die nicht ganz unerfahrene Studienrätin Helma Krauss übertragen. Die folgenden Wochen und Monate sollen, wie der Filmtitel verrät, zu ihrer großen Prüfung werden. Frau Krauss hat als Lehrkraft moderne und für die meisten älteren Kollegen sehr unkonventionelle Unterrichtsmethoden. Sie beharrt nicht auf Strenge und Kadavergehorsam, vielmehr versucht sie den Schülern eine verständnisvolle und vertrauenswürdige Ansprechpartnerin zu sein. 
Mit dieser „modernen“ Auffassung trifft sie aber auf viel Gegenwind, sowohl bei den reaktionären, auf Disziplin und Unterwerfung pochenden Eltern und deren Beirat ebenso wie bei den verknöcherten Lehrerkollegen und einem mächtigen Stadtrat. Frau Krauss gewinnt vor allem das Vertrauen ihrer Schutzbefohlenen, als sie dafür sorgt, dass derjenige Schüler, dem man Mitschuld am Tod ihres Vorgängers gibt, nicht von der Schule relegiert wird. Nun ist das Eis gebrochen, zumal die Lehrerin mit viel Engagement dafür sorgt, dass die gesamte Schulklasse das Abitur besteht. Ganz en passant gewinnt sie auch noch das Herz von Dr. Clausen, dem Vater ihrer Schülerin Elena. 

## Produktionsnotizen
Die Dreharbeiten fanden Sommer/Herbst 1954 im CCC-Atelier von Berlin-Spandau sowie in Berlin und Umgebung (Außenaufnahmen) statt. Der Film wurde am 20. Dezember 1954 in Hannover uraufgeführt, Berliner Premiere war am 7. Januar 1955. Im Fernsehen war der Streifen erstmals am 13. April 1961 in der ARD zu sehen.
Produzent Luggi Waldleitner übernahm auch die Produktionsleitung. Gabriel Pellon entwarf die von Hans Jürgen Kiebach umgesetzten Filmbauten. Curth Flatow schrieb die Liedtexte. Rainer Erler war Regieassistent.

## Wissenswertes
Ähnlich angelegt war Luise Ullrichs Rolle in dem Mädchenheimdrama Die Schatten werden länger, die sie sieben Jahre später (1961) spielte.

## Kritik
Im Lexikon des Internationalen Films heißt es: „Der unwahrhaftige und unrealistische Film wird seinem moralischen und zeitkritischen Anspruch nicht gerecht.“